# Monaster Wniebowstąpienia Pańskiego w Barkułabowie
Monaster Wniebowstąpienia Pańskiego – prawosławny żeński klasztor w Barkułabowie, w obwodzie mohylewskim Białorusi, w jurysdykcji eparchii bobrujskiej i bychowskiej Egzarchatu Białoruskiego.

## Historia

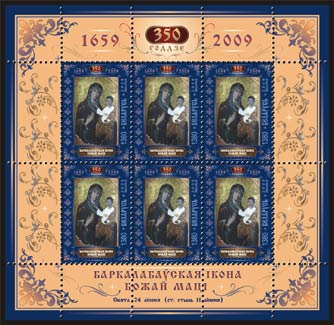
Barkułabowska Ikona Matki Bożej na znaczku pocztowym z 2009 (350-lecie kultu)

Monaster ufundował w 1641 Bogdan Stetkiewicz i jego żona Helena Sołomerecka. Fundatorzy nadali żeńskiemu klasztorowi ziemię (wyspę Barok na Dnieprze, pole i łąkę), młyn wodny oraz udzielili zezwolenia na połów ryb w wydzielonej części Dniepru. Stetkiewicz opiekował się wspólnotą także po przedwczesnej śmierci żony, głównej inicjatorki przedsięwzięcia. W kompleksie klasztornym został wzniesiony sobór, dzwonnica oraz mury obronne z bramą wjazdową. W 1648 książę Pożarski przekazał monasterowi ikonę Matki Bożej, która stała się następnie obiektem kultu pod nazwą Barkołabowskiej Ikony Matki Bożej. W I Rzeczypospolitej wspólnota podlegała monasterowi Trójcy Świętej w Słucku. Od 1833 była to filia monasteru Świętego Ducha w Bujniczach.
Monaster funkcjonował nieprzerwanie do 1924, kiedy został zamknięty, a w kolejnych dziesięcioleciach całkowicie zniszczony. Cudotwórcza ikona od 1951 znajdowała się w cerkwi Trójcy Świętej w Bychowie. W końcu XX wieku na miejscu po klasztorze wzniesiony został pamiątkowy krzyż. Decyzję o odbudowie monasteru i ponownej organizacji wspólnoty podjął Synod Egzarchatu Białoruskiego w 2008, kierując do Barkułabowa grupę ośmiu mniszek z monasteru Zaśnięcia Matki Bożej w Orszy na czele ze schiihumenią Antoniną (Połujanową). W 2010 z monasteru św. Mikołaja w Mohylewie do reaktywowanej wspólnoty ponownie przeniesiono Barkułabowską Ikonę Matki Bożej. W tym samym roku biskup bobrujski i bychowski Serafin poświęcił odbudowany monasterski sobór św. Jana Chrzciciela.

### Odbudowane obiekty monasteru

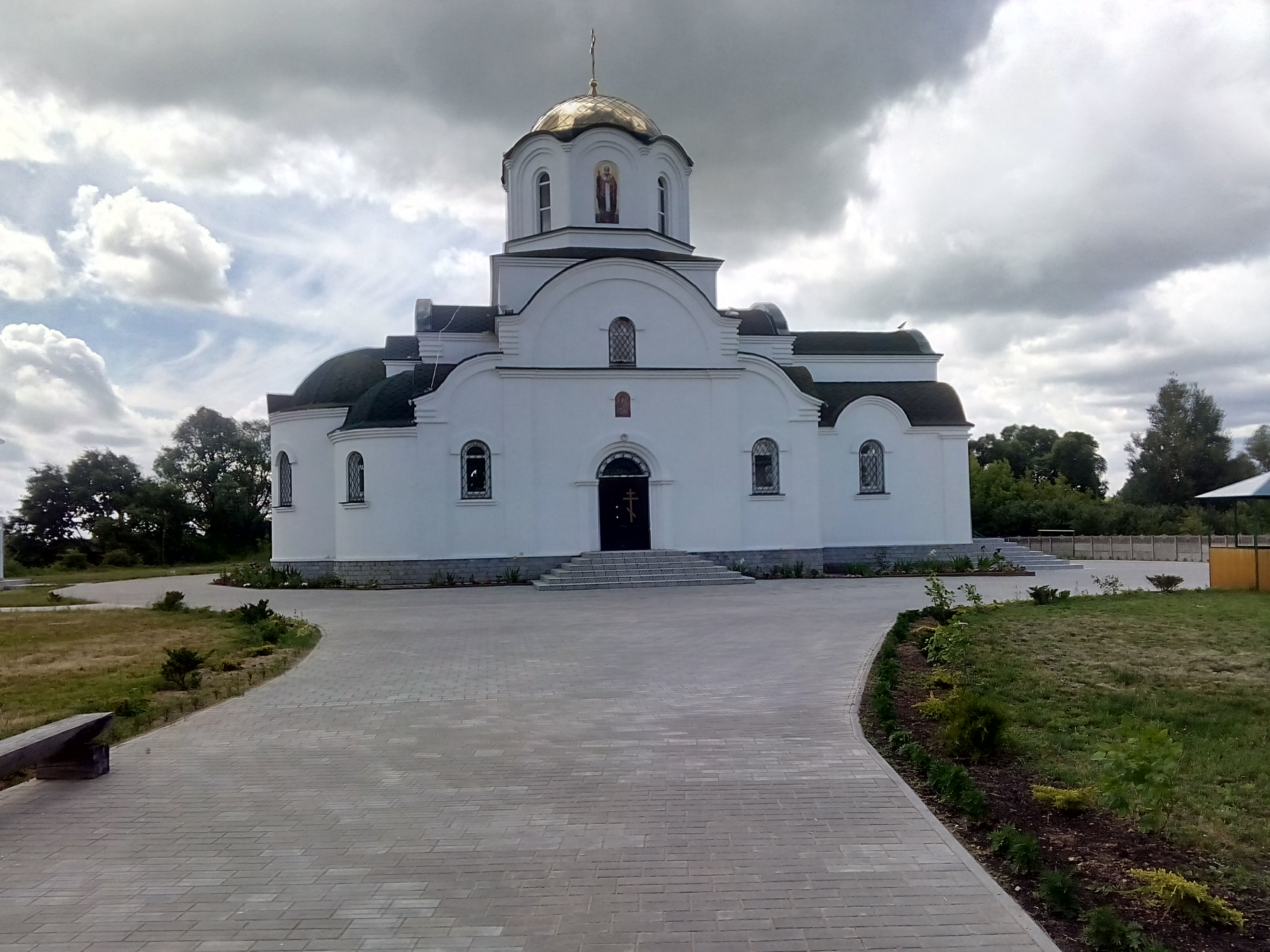
Sobór św. Jana Chrzciciela
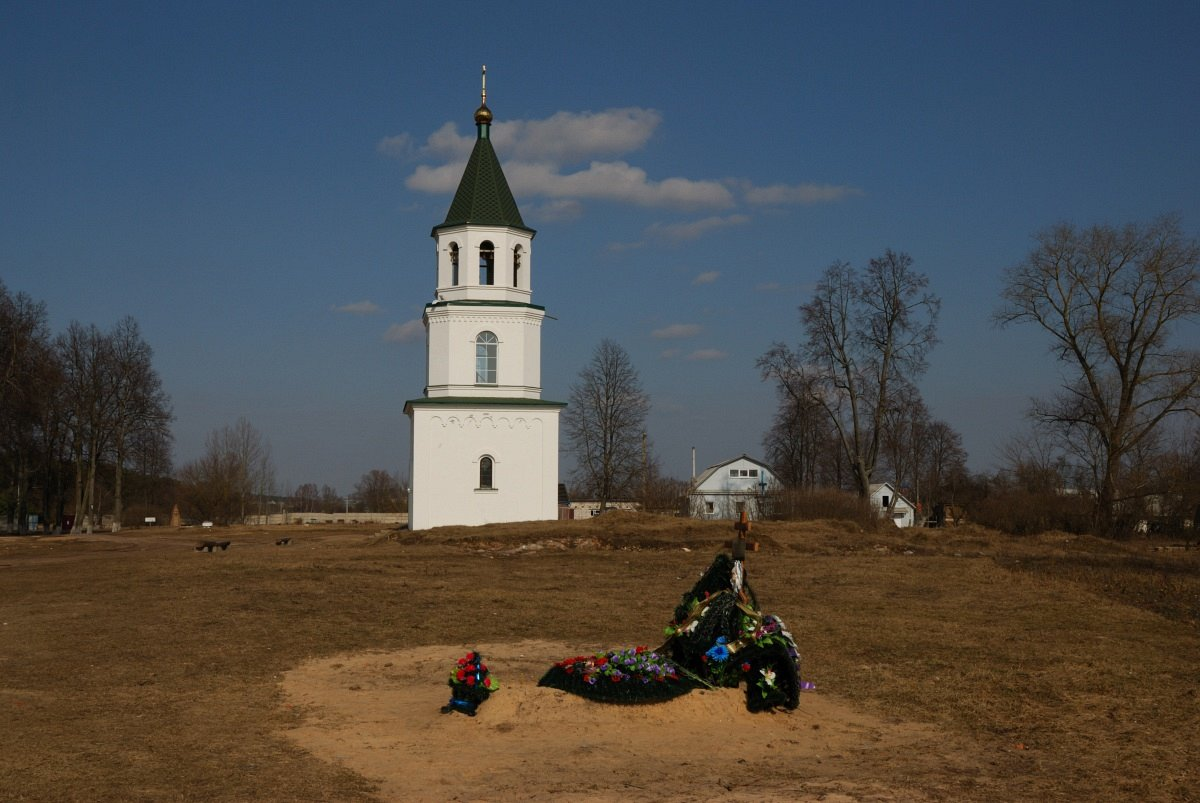
Dzwonnica
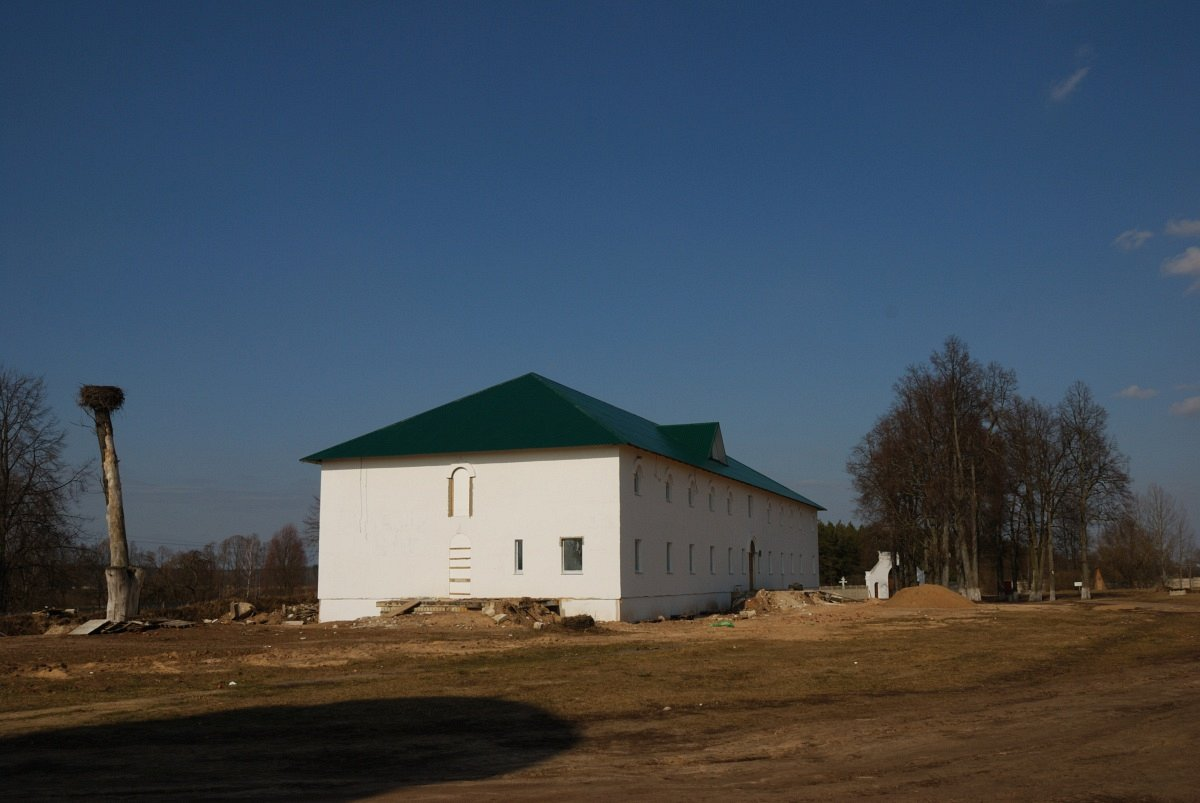
Budynek klasztorny
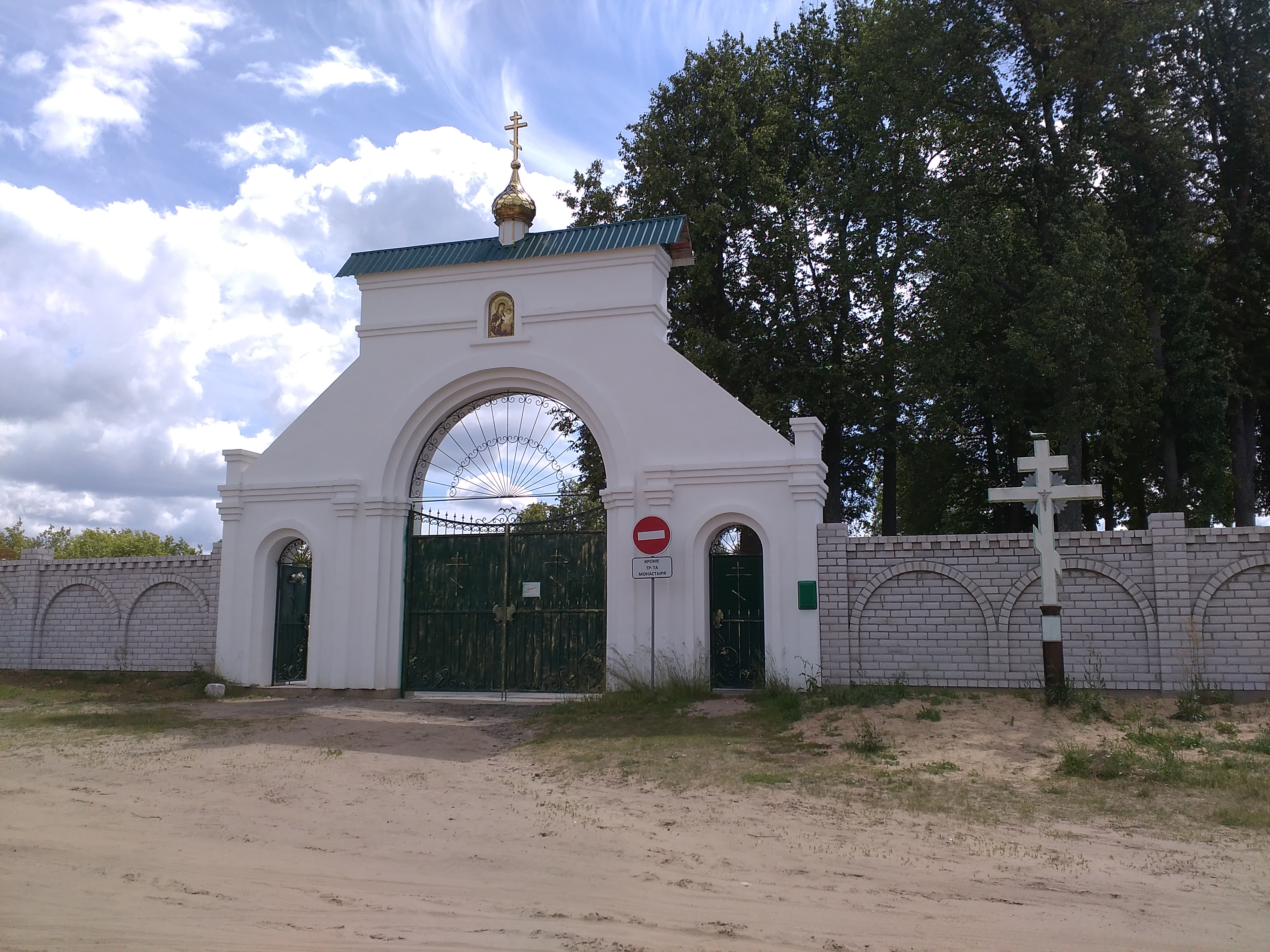
Brama wjazdowa